# 尼桑莱藏塞吕讷
尼桑莱藏塞吕讷（法語：Nissan-lez-Enserune，亦作，法語發音：[nisɑ̃ lez‿ɑ̃seʁyn]）是法国埃罗省的一个市镇，属于贝济耶区。

## 地理
尼桑莱藏塞吕讷（43°17'18"N, 3°7'43"E）面积29.74 平方千米，位于法国奧克西塔尼大區埃罗省，该省份为法国南部沿海省份，南濒地中海，西南接奥德省，西北接塔恩省和阿韦龙省，东北与加尔省接壤。
与尼桑莱藏塞吕讷接壤的市镇（或旧市镇、城区）包括：库尔桑、萨勒多德、弗勒里、卡佩斯唐、科隆比耶、莱斯皮尼昂、蒙塔迪、波耶。
尼桑莱藏塞吕讷的时区为UTC+01:00、UTC+02:00（夏令时）。

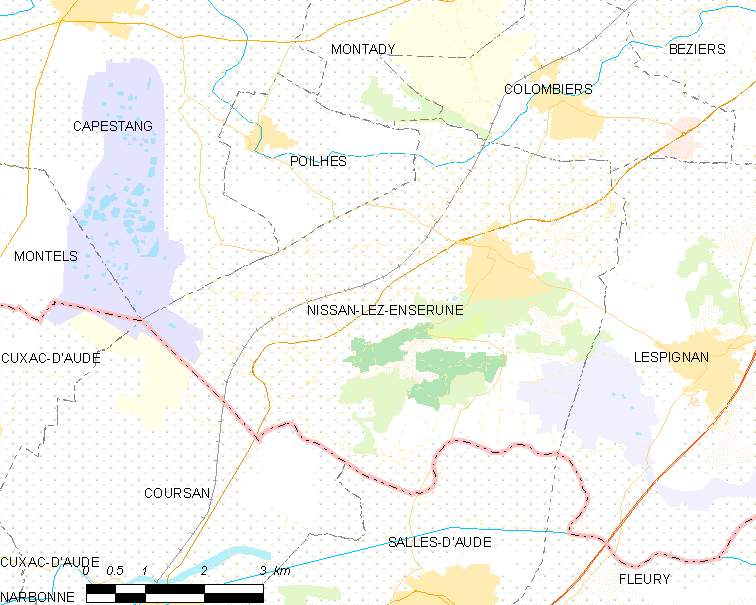
尼桑莱藏塞吕讷的OSM定位图

## 行政
尼桑莱藏塞吕讷的邮政编码为34440，INSEE市镇编码为34183。

## 政治
尼桑莱藏塞吕讷所属的省级选区为贝济耶第一县。

## 人口

1962-2008年间尼桑莱藏塞吕讷人口变化图示

尼桑莱藏塞吕讷于2022年1月1日时的人口数量为4077人。